# Svetlana Bojko
Svetlana Anatol'evna Bojko (in russo Светлана Анатольевна Бойко?; Rostov sul Don, 13 aprile 1972) è una schermitrice russa, specializzata nel fioretto. Ha vinto una medaglia d'oro nella scherma ai Giochi olimpici.

## Palmarès

### Risultati élite
In carriera ha ottenuto i seguenti risultati:
Giochi olimpici
Individuale
A squadre
- Oro nel fioretto a Pechino 2008

Mondiali
Individuale
- Argento nel fioretto a La Chaux de Fonds 1998
- Bronzo nel fioretto a Seoul 1999
- Oro nel fioretto a Lisbona 2002

A squadre
- Argento nel fioretto a Nimes 2001
- Oro nel fioretto a Lisbona 2002
- Argento nel fioretto a L'Avana 2003
- Oro nel fioretto a Torino 2006

Europei
Individuale
- Bronzo nel fioretto a Mosca 2002
- Bronzo nel fioretto a Bourges 2003
- Argento nel fioretto a Copenaghen 2004
- Argento nel fioretto a Zalaegerszeg 2005

A squadre
- Oro nel fioretto a Plovdiv 1998
- Oro nel fioretto a Funchal 2000
- Bronzo nel fioretto a Mosca 2002
- Bronzo nel fioretto a Bourges 2003
- Argento nel fioretto a Copenaghen 2004
- Argento nel fioretto a Zalaegerszeg 2005
- Oro nel fioretto a Smirne 2006
- Argento nel fioretto a Gand 2007
- Oro nel fioretto a Kiev 2008